# ASUS Media Bus

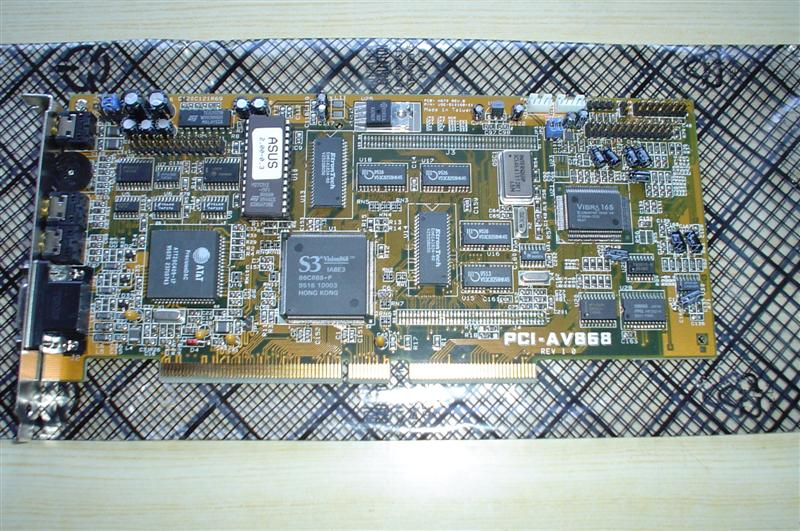
PC-Steckkarte mit ASUS Media BUS

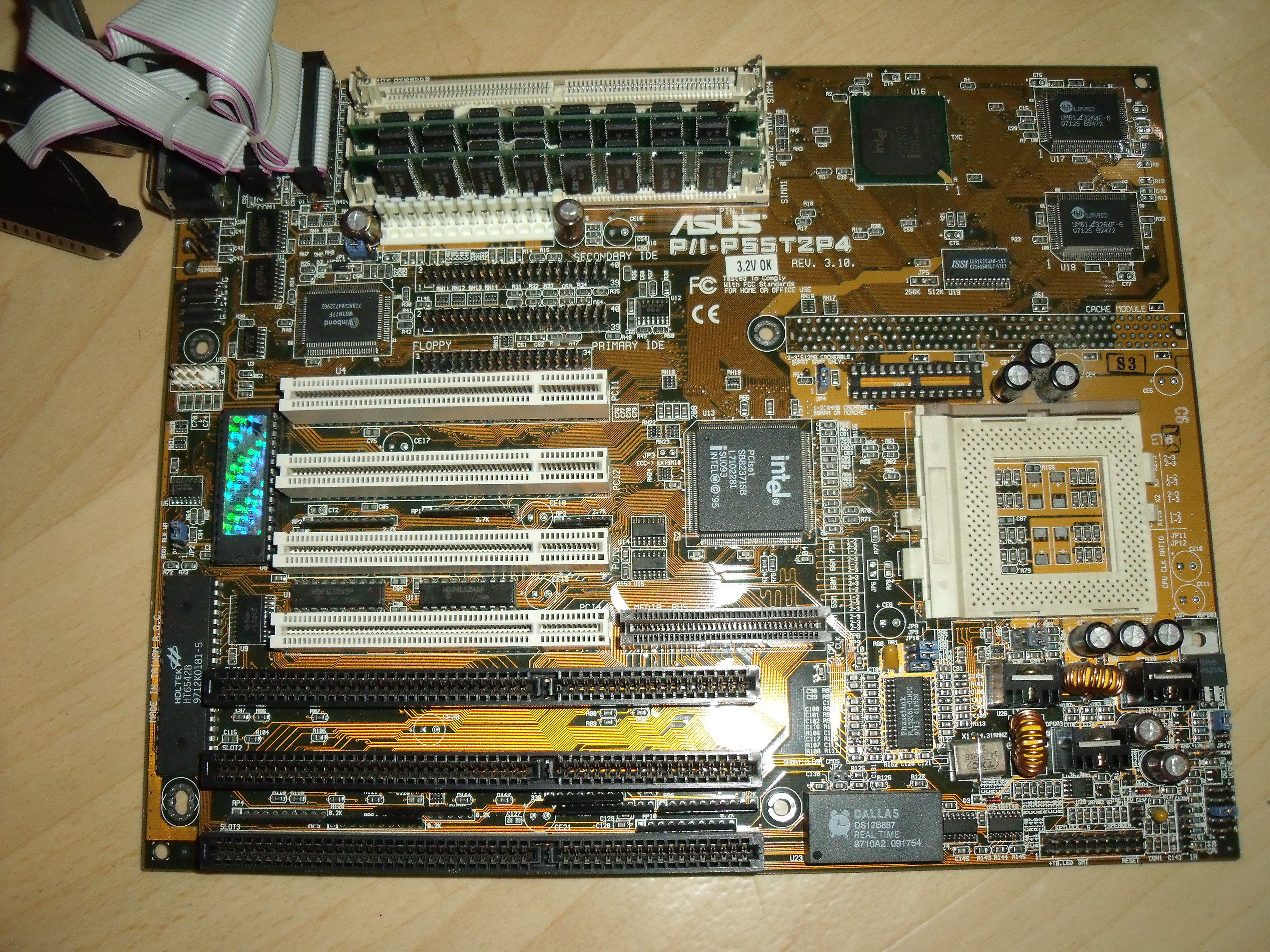
ASUS Motherboard P/I-P55T2P4 mit Media Bus Rev. 2.0

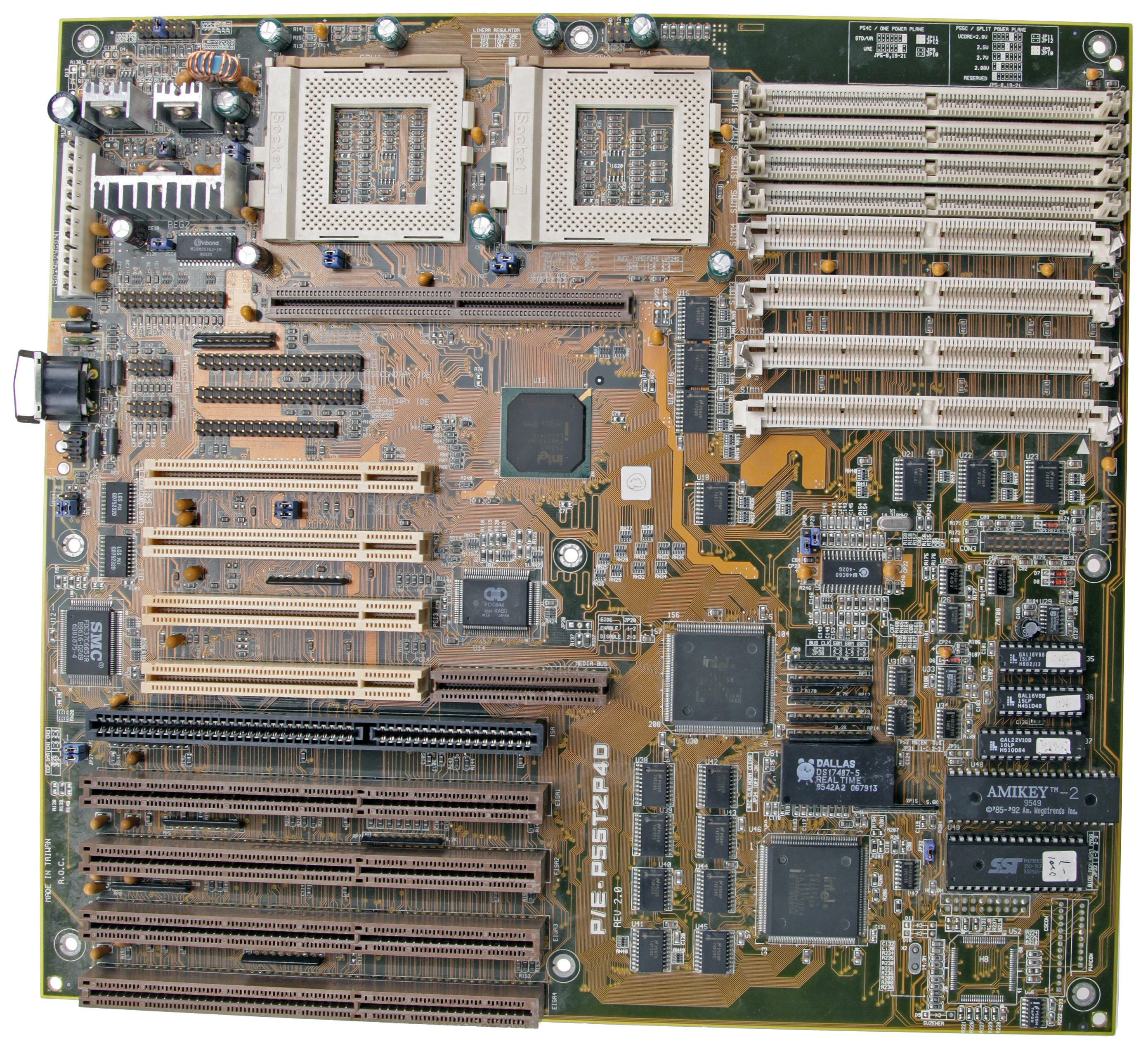
ASUS Motherboard P/E P55T2P4D REV 2.0 mit Dual Sockel 7, EISA and Media Bus Rev. 2.0

Der ASUS Media Bus ist ein Steckkarten-Bussystem, das Mitte der 1990er Jahre auf einigen Mainboards des PC-Hardwareherstellers Asus zu finden war.
Dabei handelt es sich um einen normalen 32-Bit-PCI-Slot mit ISA-Erweiterung, welche Kosten und Steckplätze reduzieren sowie Kompatibilitätsprobleme zwischen PCI und ISA Bus lösen sollte.
ASUS bot einige Grafik- und SCSI-Controller, die mit einer Soundkarte (Creative Sound Blaster ViBRA16) kombiniert wurden, für den ASUS Media Bus an. Ohne Soundkartenfunktionalität konnte die Grafikkarte oder der SCSI-Controller auch in einem normalen 32-Bit-PCI-Steckplatz genutzt werden.
Die Karten und Steckplätze der älteren Asus Media Bus Revision 1.0/1.2 (68 Pins) sind weder mechanisch noch elektrisch kompatibel zu der späteren Revision 2.0 (72 Pins). Aufgrund des proprietären Charakters dieser Lösung und der Inkompatibilität unterschiedlicher Media-Bus-Revisionen, war der Erfolg der Verbreitung bescheiden und der ASUS Media Bus verschwand bald wieder vom Markt.

## Übersicht
| Bezeichnung      | Art                                 | Beschreibung                                                             | Media Bus |
| ---------------- | ----------------------------------- | ------------------------------------------------------------------------ | --------- |
| PCI-AS7870       | Fast/Wide SCSI und Soundkarte       | Adaptec AS7870 und ViBRA16s (mit eigenem Yamaha yfm262-m)                | Rev. 1.2  |
| PCI-AS2940UW     | Ultra Fast/Wide SCSI und Soundkarte | Adaptec AS2940UW und ViBRA16s (mit eigenem Yamaha yfm262-m)              | Rev. 2.0  |
| PCI-AV264CT      | Grafik- und Soundkarte              | ATI Mach64 CT 1MB (up to 2MB) und ViBRA16s (mit eigenem Yamaha yfm262-m) | Rev. 1.2  |
| PCI-AV868        | Grafik- und Soundkarte              | S3 Vision868 1MB und ViBRA16s (mit eigenem Yamaha yfm262-m)              | Rev. 1.2  |
| PCI-AV264CT-N    | Grafik- und Soundkarte              | ATI Mach64 CT 1MB (bis 2MB) und ViBRA16c                                 | Rev. 2.0  |
| PCI-AV264VT      | Grafik- und Soundkarte              | ATI Mach64 VT 1MB (bis 2MB) und ViBRA16c                                 | Rev. 2.0  |
| PCI-AV264GT      | Grafik- und Soundkarte              |                                                                          | Rev. 2.0  |
| PCI-AV264GT/Plus | Grafik- und Soundkarte              | ATI Rage II 2MB (bis 4MB) und ViBRA16c                                   | Rev. 2.0  |

| Bezeichnung                     | Sockel        | Media Bus |
| ------------------------------- | ------------- | --------- |
| Asus P/I-P55TP4XE               | Sockel 5      | Rev. 1.2  |
| Asus P/E-P55T2P4D               | Dual Sockel 7 | Rev. 2.0  |
| Asus P/I-P55T2P4                | Sockel 7      | Rev. 2.0  |
| Asus P/I-P55TVP4                | Sockel 7      | Rev. 2.0  |
| Asus P/I-XP55T2P4               | Sockel 7      | Rev. 2.0  |
| Asus P55TP4N                    | Sockel 7      | Rev. 2.0  |
| Asus TXP4-X (optional?)         | Sockel 7      | Rev. 2.0  |
| Asus TX97                       | Sockel 7      | Rev. 2.0  |
| Asus TX97-E                     | Sockel 7      | Rev. 2.0  |
| Asus P/I-P6NP5                  | Sockel 8      | Rev. 2.0  |
| Asus P/I-XP6NP5                 | Sockel 8      | Rev. 2.0  |
| Asus P65UP5 + C-P55T2D CPU Card | Dual Sockel 7 | Rev. 2.0  |
| Asus P65UP5 + C-P6ND CPU Card   | Dual Sockel 8 | Rev. 2.0  |
| Asus P65UP5 + C-PKND CPU Card   | Dual Slot 1   | Rev. 2.0  |